# Hundeshagen
Hundeshagen es un barrio (en alemán, ortsteil) de la ciudad de Leinefelde-Worbis, ubicada en el distrito de Eichsfeld, Turingia, Alemania. Hasta el 6 de julio de 2018 era un municipio independiente.
Está situado a una altitud de 270 metros. Su población a finales de 2016 era de unos 1100 habitantes y su densidad poblacional, de 90 hab/km².
Está ubicado cerca de la frontera con el estado de Baja Sajonia.